# Такараи Кикаку
Такараи Кикаку (яп. 宝井 其角, 1661—1707), известен также как Эномото Кикаку — японский поэт школы Басё, был одним из наиболее влиятельных поэтов своего времени. Появился на свет в 1661 году в семье врача; приблизительно в 16 лет начал изучать китайскую поэзию и философию, стал учеником Мацуо Басё. Первые стихотворения Кикаку были опубликованы в 1679 году; в 1683 году им была составлена антология «Полые каштаны» («Минасигури»), ставшая событием в истории хайку. У поэта формируется собственный неповторимый стиль — стихотворения Кикаку блестяще выполнены технически, романтичны, пронизаны чувственностью: в послесловии к «Минасигури» Басё сравнивал его с такими авторитетами, как Сайгё, Ли Бо и Ду Фу, подчеркивая способность молодого поэта видеть прекрасное в обыденном. В 1691 году Кикаку вместе с прочими учениками Басё принял участие в создании сборника «Сарумино» («Соломенный плащ обезьяны»). В своё время Кикаку пользовался огромной популярностью — поэт побывал почти во всех уголках Японии, оставил после себя множество учеников.